# Manuel Guevara
Manuel Enrique Guevara Reidtler (Villa de Cura, 15 de julio de 1969) es un ex-ciclista profesional venezolano.
Participó en la Vuelta al Táchira, Vuelta a Venezuela y en los Juegos Olímpicos, como también, en otras competencias nacionales.

## Palmarés
1990
- 3.º en 1.ª etapa Vuelta al Táchira, Cúcuta  Venezuela
- 1.º en 6.ª etapa Vuelta al Táchira, Colón  Venezuela

1991
- 1.º en 12.ª etapa Vuelta al Táchira  Venezuela

1995
- 9.º en Campeonato Mundial de Ciclismo en Ruta de 1995, Ruta, Diletantes, Bogotá  Colombia

1996
- 1.º en 2.ª etapa Vuelta a Lérida  España
- 3.º en Clasificación General Final Vuelta a Lérida  España

1999
- 1.º en Campeonato de Venezuela de Ciclismo en Ruta, Ruta, Elite  Venezuela
- 5.º en 2.ª etapa Vuelta a Venezuela, Tucacas  Venezuela
- 1.º en 5.ª etapa parte B Vuelta a Venezuela, San Carlos  Venezuela
- 1.º en 13.ª etapa Vuelta a Venezuela, Carúpano  Venezuela

2000
- 3.º en 4.ª etapa Vuelta al Táchira  Venezuela
- 3.º en 6.ª etapa Vuelta al Táchira  Venezuela
- 7.º en Campeonato de Venezuela de Ciclismo en Ruta, Ruta, Elite  Venezuela
- 83.º en Juegos Olímpicos de Sídney 2000, Ruta, Elite, Sídney  Australia

2001
- 1.º en 3.ª etapa Vuelta al Táchira, Sabaneta  Venezuela
- 3.º en 4.ª etapa Vuelta al Táchira, Santa Ana  Venezuela
- 1.º en 3.ª etapa Vuelta Independencia Nacional, La Romana  República Dominicana
- 1.º en 4.ª etapa Vuelta Independencia Nacional, Monte Plata  República Dominicana
- 3.º en 5.ª etapa Vuelta Independencia Nacional,  República Dominicana
- 1.º en 8.ª etapa Vuelta Independencia Nacional, Santo Domingo  República Dominicana
- 1.º en Clasificación General Final Vuelta Independencia Nacional  República Dominicana

2002
- 3.º en 2.ª etapa Vuelta al Táchira, Barinas  Venezuela
- 1.º en 9.ª etapa Vuelta al Táchira,  Venezuela
- 3.º en 11.ª etapa Vuelta a Colombia, Armenia  Colombia
- 3.º en 4.ª etapa Parte B Doble Copacabana GP Fides, La Paz  Bolivia

2003
- 1.º en 4.ª etapa Vuelta al Táchira, Santa Ana  Venezuela
- 3.º en 7.ª etapa Vuelta al Táchira, Colon  Venezuela
- 3.º en 14.ª etapa Vuelta al Táchira, San Antonio  Venezuela
- 2.º en 4.ª etapa Vuelta al Estado Zulia, Villa del Rosario  Venezuela

2004
- 1.º en Clásico ciudad de Caracas, Caracas  Venezuela
- 1.º en Campeonato Panamericano de Ciclismo en Ruta, Elite  Venezuela
- 3.º en 12.ª etapa Vuelta a Venezuela  Venezuela

2005
- 1.º en 1.ª etapa Vuelta al Táchira, Maracaibo  Venezuela
- 3.º en 3.ª etapa Vuelta al Táchira, Valera  Venezuela
- 2.º en 4.ª etapa Vuelta al Táchira  Venezuela

2006
- 1.º en Clásico ciudad de Caracas, Caracas  Venezuela
- 9.º en Campeonato de Venezuela de Ciclismo en Ruta, Ruta, Elite, San Carlos  Venezuela
- 3.º en 5.ª etapa Vuelta Internacional al Estado Trujillo  Venezuela

2007
- 3.º en Clásico Ciudad de Valencia Valencia  Venezuela
- 5.º en Campeonato de Venezuela de Ciclismo en Ruta, Ruta, Elite, Maturín  Venezuela
- 3.º en 1.ª etapa Vuelta al Estado Yaracuy, San Felipe  Venezuela
- 3.º en 3.ª etapa Vuelta al Estado Yaracuy Chivacoa  Venezuela
- 3.º en Clasificación General Final Vuelta al Estado Yaracuy  Venezuela

2010
- 3.º en Reto a la Cumbre de Choroni  Venezuela
- 4.º en Homenaje Ramón - Chato - González  Venezuela

2011
- 3.º en Apertura Temporada de Táchira  Venezuela

## Equipos
- 2001  Lotería del Táchira
- 2007  Gobernación de Carabobo
- 2014  Gobernación de Táchira - IDT